# Marchante de arte

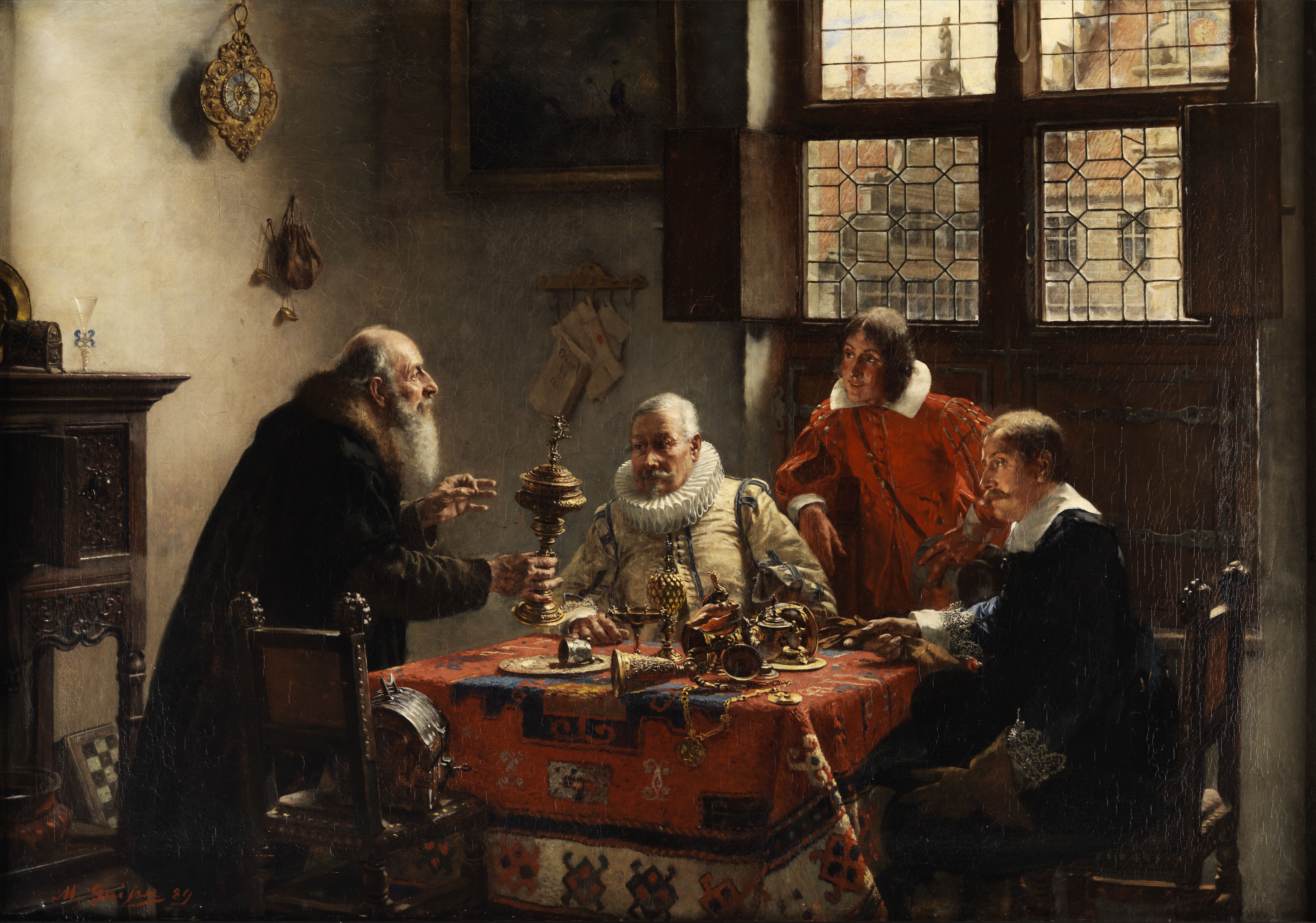
Los tesoros del mercader, Max Gaisser, 1889.

Un marchante de arte o comerciante de arte es una persona que compra y vende obras de arte. Las asociaciones profesionales de comerciantes de arte sirven para establecer altos estándares de acreditación o membresía y para apoyar exposiciones de arte. Un comerciante de arte generalmente busca a varios artistas para representar y construir relaciones con coleccionistas y museos cuyos intereses probablemente coincidan con el trabajo de los artistas representados. En un sentido más amplio, también puede tratarse de una entidad jurídica dedicada a estas labores. 

## Pormenores del oficio

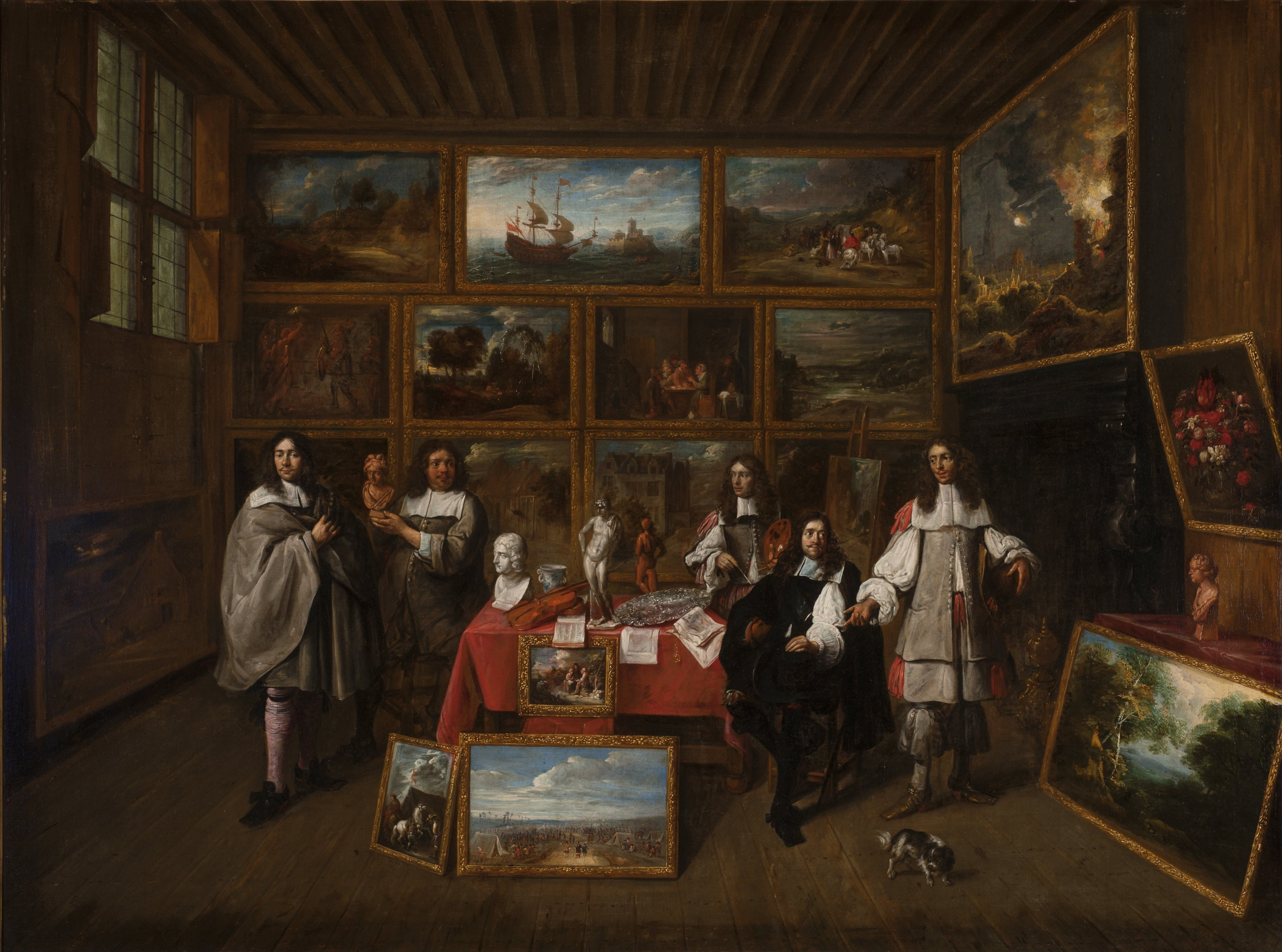
Una galería de cuadros, Gillis van Tilborgh, 1660-1670.

Algunos distribuidores pueden anticipar las tendencias del mercado, mientras que otros pueden influir en el gusto del mismo. Muchos distribuidores se especializan en un estilo, período o región en particular. A menudo viajan internacionalmente, frecuentan exposiciones, subastas y estudios de artistas en busca de buenas compras, tesoros poco conocidos y nuevas obras. 

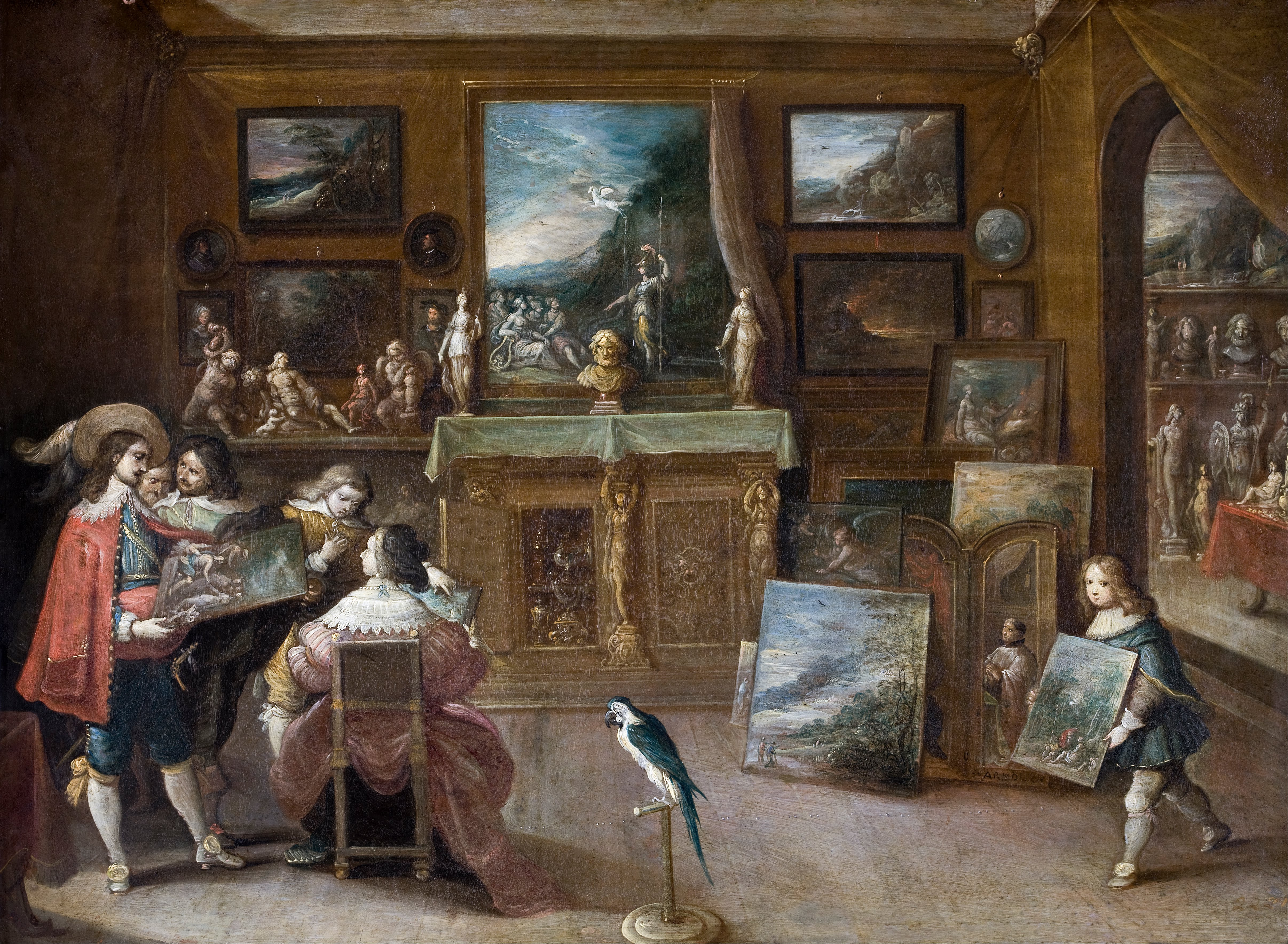
Una visita al comerciante de arte, Frans Francken el Joven, 1636.

Cuando los comerciantes compran obras de arte, los revenden en sus galerías o directamente a los coleccionistas. Aquellos que se dedican al arte contemporáneo suelen exhibir obras de artistas en sus galerías y cobran un porcentaje del precio por el que se venden. Los comerciantes de arte a menudo estudian la historia del arte antes de ingresar en sus carreras. 
Las carreras relacionadas que a menudo se cruzan incluyen críticos de arte, académicos, curadores de museos, trabajos en casas de subastas o artistas en ejercicio. Los concesionarios tienen que entender el lado comercial del mundo del arte. Siguen las tendencias del mercado y conocen el estilo de arte que la gente quiere comprar. Ellos calculan cuánto deben pagar por una pieza y luego estiman el precio de reventa. También son a menudo apasionados y conocedores del arte. Aquellos que tratan con el arte contemporáneo promueven nuevos artistas, creando un mercado para las obras de los artistas y asegurando el éxito financiero para ellos mismos. El mundo del arte está sujeto a un auge económico y una quiebra como cualquier otro mercado. Las marcas de la obra de arte deben ser monitoreadas cuidadosamente. Si los precios y las ganancias son demasiado grandes, entonces las inversiones pueden devaluarse si se produce un exceso de existencias o una recesión económica.
Para determinar el valor de una obra de arte, los distribuidores inspeccionan de cerca los objetos o pinturas y comparan los detalles finos con piezas similares. Algunos distribuidores con muchos años de experiencia aprenden a identificar trabajos no firmados mediante el examen de características estilísticas como pinceladas, colores y formas. Reconocen los estilos de diferentes épocas y artistas individuales. A menudo, los comerciantes de arte pueden distinguir las obras auténticas de las falsificaciones (aunque a veces incluso se engañan a los comerciantes).
El término galería de arte contemporáneo se refiere a una galería comercial privada con fines de lucro. Estas galerías se encuentran agrupadas en grandes centros urbanos. Las ciudades más pequeñas albergan al menos una galería, pero también pueden encontrarse en ciudades o aldeas y en áreas remotas donde se congregan artistas, por ejemplo, la colonia de arte de Taos y St Ives, Cornwall .
Las galerías de arte contemporáneo a menudo están abiertas al público en general sin cargo, sin embargo, algunas son semi-privadas. Se benefician tomando una parte de las ventas de arte, que suele ser del 25% al 50%. También hay muchas galerías sin ánimo de lucro o colectivas. Algunas galerías en ciudades como Tokio cobran a los artistas una tarifa plana por día, aunque esto se considera desagradable en algunos mercados internacionales de arte. Las galerías suelen colgar espectáculos en solitario. Los curadores a menudo crean espectáculos grupales con un mensaje sobre un tema determinado, una tendencia en el arte o un grupo de artistas asociados. Las galerías a veces eligen representar a artistas exclusivos, dándoles oportunidades para espectáculos regulares.
La definición de una galería también puede incluir la cooperativa de artistas o el espacio dirigido por artistas, que a menudo (en América del Norte y Europa Occidental) funciona como un espacio con una misión y un proceso de selección más democráticos. Estas galerías tienen una junta directiva y un voluntario o personal de apoyo pagado que seleccionan y curan espectáculos por comité, o algún tipo de proceso similar para elegir arte que a menudo carece de fines comerciales.